# Dedi II di Lusazia
Dedi II detto anche Dedo II, soprannominato il Giovane, (... – 1069) fu margravio dell'Ostmark sassone (chiamato anche Bassa Lusazia) per un solo anno, il 1069.

## Biografia
Dedi II era il figlio maggiore di Dedi I, margravio della marca orientale sassone, e della sua prima moglie Oda, figlia di Tietmaro IV, margravio della marca orientale sassone. Dopo la fallimentare ribellione del padre contro Enrico IV di Germania nell'estate del 1069, Dedi II ricevette il titolo di paterno di margravio della Bassa Lusazia. Successivamente nello stesso anno (prima del 26 ottobre 1069), Dedi fu assassinato premorendo così al padre. Si disse che la matrigna di Dedi, Adela di Brabante, fosse dietro il suo assassinio. Fu sepolto a Meissen.

## Ascendenza
|                                                         |                                                      |                                    | Genitori                                                      |  |  | Nonni |  |  | Bisnonni                   |  |  | Trisnonni                        |  |
|                                                         |                                                      |                                    |                                                               |  |  |       |  |  | 8. Dedi I, conte di Wettin |  |  | 16. Teodorico I, conte di Wettin |  |
|                                                         |                                                      |                                    |                                                               |  |  |       |  |  | 8. Dedi I, conte di Wettin |  |  | 16. Teodorico I, conte di Wettin |  |
|                                                         |                                                      | 17. Jutta di Merseburgo            |                                                               |  |  |       |  |  | 8. Dedi I, conte di Wettin |  |  |                                  |  |
| 4. Teodorico I, margravio di Lusazia                    |                                                      |                                    |                                                               |  |  |       |  |  | 8. Dedi I, conte di Wettin |  |  |                                  |  |
|                                                         |                                                      | 9. Thietburga di Haldensleben      | 18. Teodorico di Haldensleben, margravio della marca del Nord |  |  |       |  |  |                            |  |  |                                  |  |
|                                                         |                                                      | 9. Thietburga di Haldensleben      | 18. Teodorico di Haldensleben, margravio della marca del Nord |  |  |       |  |  |                            |  |  |                                  |  |
|                                                         |                                                      | 9. Thietburga di Haldensleben      | …                                                             |  |  |       |  |  |                            |  |  |                                  |  |
| 2. Dedi I, margravio di Lusazia                         |                                                      | 9. Thietburga di Haldensleben      |                                                               |  |  |       |  |  |                            |  |  |                                  |  |
|                                                         |                                                      | 10. Eccardo I, margravio di Meißen | 20. Günther, margravio di Meißen                              |  |  |       |  |  |                            |  |  |                                  |  |
|                                                         |                                                      | 10. Eccardo I, margravio di Meißen | 20. Günther, margravio di Meißen                              |  |  |       |  |  |                            |  |  |                                  |  |
|                                                         |                                                      | 10. Eccardo I, margravio di Meißen | 21. Dubrawka di Boemia                                        |  |  |       |  |  |                            |  |  |                                  |  |
| 5. Matilde di Meißen                                    |                                                      | 10. Eccardo I, margravio di Meißen |                                                               |  |  |       |  |  |                            |  |  |                                  |  |
|                                                         |                                                      | 11. Swanehilde di Sassonia         | 22. Ermanno, duca di Sassonia                                 |  |  |       |  |  |                            |  |  |                                  |  |
|                                                         |                                                      | 11. Swanehilde di Sassonia         | 22. Ermanno, duca di Sassonia                                 |  |  |       |  |  |                            |  |  |                                  |  |
|                                                         |                                                      | 11. Swanehilde di Sassonia         | 23. Oda                                                       |  |  |       |  |  |                            |  |  |                                  |  |
| 1. Dedi II, margravio di Lusazia                        |                                                      | 11. Swanehilde di Sassonia         |                                                               |  |  |       |  |  |                            |  |  |                                  |  |
|                                                         | 12. Gero II, margravio della marca orientale sassone | 24. Tietmaro, margravio di Meißen  |                                                               |  |  |       |  |  |                            |  |  |                                  |  |
|                                                         | 12. Gero II, margravio della marca orientale sassone | 24. Tietmaro, margravio di Meißen  |                                                               |  |  |       |  |  |                            |  |  |                                  |  |
|                                                         | 12. Gero II, margravio della marca orientale sassone | 25. Swanehilde di Sassonia (= 11.) |                                                               |  |  |       |  |  |                            |  |  |                                  |  |
| 6. Tietmaro IV, margravio della marca orientale sassone | 12. Gero II, margravio della marca orientale sassone |                                    |                                                               |  |  |       |  |  |                            |  |  |                                  |  |
|                                                         |                                                      | 13. Adelaide                       | …                                                             |  |  |       |  |  |                            |  |  |                                  |  |
|                                                         |                                                      | 13. Adelaide                       | …                                                             |  |  |       |  |  |                            |  |  |                                  |  |
|                                                         |                                                      | 13. Adelaide                       | …                                                             |  |  |       |  |  |                            |  |  |                                  |  |
| 3. Oda della marca orientale sassone                    |                                                      | 13. Adelaide                       |                                                               |  |  |       |  |  |                            |  |  |                                  |  |
|                                                         |                                                      | …                                  | …                                                             |  |  |       |  |  |                            |  |  |                                  |  |
|                                                         |                                                      | …                                  | …                                                             |  |  |       |  |  |                            |  |  |                                  |  |
|                                                         |                                                      | …                                  | …                                                             |  |  |       |  |  |                            |  |  |                                  |  |
| …                                                       |                                                      | …                                  |                                                               |  |  |       |  |  |                            |  |  |                                  |  |
|                                                         |                                                      | …                                  | …                                                             |  |  |       |  |  |                            |  |  |                                  |  |
|                                                         |                                                      | …                                  | …                                                             |  |  |       |  |  |                            |  |  |                                  |  |
|                                                         |                                                      | …                                  | …                                                             |  |  |       |  |  |                            |  |  |                                  |  |
|                                                         |                                                      | …                                  |                                                               |  |  |       |  |  |                            |  |  |                                  |  |